# Дромбег
Дромбег (англ. Drombeg stone circle, ирл. Ciorcal an Droma Bhig, также известен как «Алтарь друидов») — круг камней в 2,4 км к востоку от Гландора, графство Корк, Ирландия (координаты по сетке: 24672 35157, Широта: 51.564553N Долгота: 9,08702 W). Воздвигнут в Бронзовом веке.
Дромбег является одним из самых посещаемых мегалитических сооружений в Ирландии и охраняется в соответствии с Законом о национальных памятниках (является национальным памятником № 381). Площадь круга была покрыта гравием, чтобы защитить его от посетителей.

## Особенности
Каменный круг состоит из семнадцати близко расположенных камней и насчитывает 9,3 метра в диаметре; 13 из камней сохранились. Самый западный камень (1,9 в длину) содержит два чашевидных знака, один — с кольцом вокруг него. Каменный круг типа «Корк-Керри» окружён парой осевых портальных камней 1,8 м в высоту, которые обеспечивают юго-западную ось и ориентируют памятника в направлении заходящего солнца во время зимнего солнцестояния. Выравнивание неточно.
В 40 метрах к западу от мегалита были найдены руины двух каменных округлых доисторических хижин.

## Раскопки
Круг был раскопан и восстановлен в 1958 году. В это время в центре круга был найден горшок, содержащий кремированные останки подростка, обернутые плотной тканью. Радиоуглеродный анализ образцов горшка позволил предположить, что им пользовались в 945—830 гг до н. э. Горшок был захоронен недалеко от центра круга наряду с 80 другими разбитыми черепками, четырьмя кусками глинистого сланца и сором от погребального костра.